# Embalse de Valdeobispo
El embalse de Valdeobispo es un embalse formado por una represa con central hidroeléctrica en la provincia española de Cáceres, sobre el río Alagón. La represa se ubica en el límite municipal entre Montehermoso y Valdeobispo, aunque el agua embalsada alcanza a los términos municipales de Aceituna, Santibáñez el Bajo, Ahigal y Guijo de Granadilla, hasta llegar al embalse de Guijo de Granadilla. La presa se utiliza tanto para la generación de energía como para el riego. Su construcción se completó entre 1965 y 1968. La estructura está administrada por el Estado a través de la Confederación Hidrográfica del Tajo, con una concesión para la operación de la central eléctrica otorgada a Iberdrola.

## Presa
El embalse se apoya en una presa de gravedad de concreto con una altura de 56-57 metros desde los cimientos. La coronación del muro se ubica a una altitud de 312 m s. n. m. y tiene una longitud de 135-140 metros, alcanzando el muro un volumen de noventa mil metros cúbicos.
La presa cuenta con estructuras de seguridad como válvulas de desagüe y un aliviadero. El desagüe alcanza hasta 24 m³/s mientras que el aliviadero llega hasta 2750. Además, a través del canal de riego se pueden descargar otros 53 m³/s de agua. La avenida de proyecto es de 3150-3228 m³/s.

## Reservorio
Con el objetivo de almacenamiento normal de 308 m, el embalse se extiende sobre un área de alrededor de 3,57 km² y contiene 53-54 hm³ de agua, todos técnicamente utilizables. El embalse se extiende a lo largo de 17 km del río.

## Central hidroeléctrica
La capacidad instalada de la central es de 40 MW. El cabezal hidráulico es de 47 m. El caudal máximo es de 50 m³/s para cada una de las dos turbinas. La velocidad rotacional de las turbinas es de 230 min-1.